# 肖雄
肖雄（1958年9月11日—），中国大陸女演员。

## 生平
肖雄原藉广东汕头，1958年9月11日生于上海，高中毕业后曾上海市工业微生物研究所当车工，1977年初参加上海青年业余话剧团，1978年考入空政话剧团。1979年，出演首部电影《他们在相爱》，1983年，在知青题材电视剧《蹉跎岁月》出演女主角“杜见春”，凭该剧广受观众欢迎，获得第1届大众电视金鹰奖和第3届电视剧飞天奖“优秀女演员”奖项。1985年，进入北京电影学院表演干部专修班进行为期两年的专业学习。2001年，凭电视剧《壮志凌云》获得第19届中国电视金鹰奖观众喜爱的女演员奖。2002年，凭话剧《霸王别姬》中的“吕后”一角，获得中国戏剧梅花奖，编剧莫言称其演出了“自己写的时候都没有想到的丰富”。